# Spilosoma caeria
Spilosoma caeria là một loài bướm đêm thuộc phân họ Arctiinae, họ Erebidae.